# Pod Tŕstím
Pod Tŕstím je zrušená přírodní rezervace v katastrálním území obce Remetské Hámre v okrese Sobrance v Košickém kraji. Území bylo vyhlášeno či novelizováno v roce 1993 s rozlohou 7,4 hektaru. Přírodní rezervace byla 15. září 2020 zrušena a její území se stalo součástí přírodní rezervace Vihorlatský prales.